# Sodaville (Oregon)
Sodaville è una città degli Stati Uniti d'America situata nell'Oregon, nella Contea di Linn.